# Tasmatica schoutanica
Tasmatica schoutanica is een slakkensoort uit de familie van de Naticidae. De wetenschappelijke naam van de soort is voor het eerst geldig gepubliceerd in 1913 door May.